# 鳥居清朝
鳥居 清朝（とりい きよとも、生没年不詳）とは、江戸時代の浮世絵師。

## 来歴
初代鳥居清信の門人とされる。江戸の人、俳書『田植塚』の冒頭挿絵に「江戸浅草　鳥井清朝圖」とあることから、浅草に住んでいたと知られる。作画期は享保2年（1717年）から同12年にかけての約十年間で、作は主に鳥居派風の一枚摺の細判役者絵が残る。現在確認されている一枚摺役者絵の作は丹絵、紅絵、漆絵による23図であり、数は多いとはいえないが、これはせりふ本の表紙の作画や大量に出版された清信、二代目清倍の代筆など、役者絵以外の仕事が多かったからだとも推測される。しかしその作品は両者に負けておらず、やわらかな描線と表情、丁寧な彩色、工夫された構図であると評されている。

## 作品
- 『田植塚』　俳書　※佐藤馬耳編、享保4年序。
- 「市川團十郎すの字尽しせりふ」　細判丹絵
- 「市川團蔵・三条勘太郎」　細判漆絵
- 「草摺曳」　細判漆絵